# Hermanos Yaipén
Los Hermanos Yaipén —abreviado como Hnos. Yaipén— son una banda musical peruana de cumbia, salsa y baladas proveniente de Monsefú, Chiclayo, formado principalmente por los hermanos Walter y Javier Yaipén Uypan en el 2000. Walter y Javier con una amplia experiencia y trayectoria musical forman una nueva alternativa musical, siendo Walter Yaipén Uypan el director gerente y percusionista, y Javier Yaipén Uypan el director musical, pianista y arreglista de la orquesta.

## Historia

### Inicios
Esta orquesta nace el 18 de mayo del 2000. Sus primeras grabaciones la realizaron en los estudios de Sonomar, cuyo éxito musical «Perdóname» se escuchó en las diferentes radioemisoras del Perú, ocupando primeros lugares en el ranking tropical. Asimismo, los temas «Mix para gozar» y «Cumbia negra». Posteriormente firmaron contrato con la más grande disquera del Perú: IEMPSA, y se lanza al mercado nacional e internacional el primer CD titulado «La historia continúa», donde incluyen temas como: «Volvamos a empezar», «No podrás olvidarme» y «Recordándote» un tema dedicado a Elmer Yaipén; en esta producción participaron Oscar Quesada, Lucho Paz, Willie González, Víctor Lecca y Dilbert Aguilar. Ahora en su segundo nuevo trabajo discográfico incluyen temas como «Mil años», «No te vayas de mí», «Homenaje a Elmer Yaipén», «Con la misma moneda» y «Mix Ingrata».
En el año 2005 ingresaron a las filas de la orquesta Donnie y Gianfranco Yaipén, hijos de Javier y Walter Yaipén respectivamente, con 15 años de edad cada uno, dominando varios instrumentos como la batería, el órgano, los timbales y la guitarra.

### Auge de la cumbia peruana (2007-2009)
En el año 2007 se incorporó a la orquesta Marco Antonio Guerrero (exmiembro del Grupo 5), vocalista de 19 años de edad, con quien se ha grabado el tema más representativo de la orquesta «A llorar a otra parte», que le sirvió para liderar la cumbia peruana. A mediados de noviembre, debido a la salida de Marco Antonio, ingresa Angelo Fukuy, vocalista de 20 años de edad, con quien se graba «Ojalá que te mueras», tema que se logra posicionar en las radios peruanas.
En febrero del 2008, se presentan como nuevos integrantes a Christian Domínguez y Erick Elera, solo como integrantes soporte de la orquesta, ya que ambos tenían proyectos en separado con su grupo Los del Barrio. Se destacan como nueva imagen de la orquesta. En abril, con el rotundo hit de «A llorar a otra parte», se decide grabar y lanzar el videoclip. En junio ingresa Erick Riojas (exmiembro de Orquesta Candela), pero solo por un mes. En agosto, Christian y Erick se retiran de la orquesta al no llegar a un acuerdo entre la orquesta y la mánager de Los del Barrio; a lo que ingresa Moisés Vega (exmiembro de Papillon). En octubre ingresa Gedy Moya (exmiembro de los Hermanos Silva). A mediados de diciembre, se lanza «Lárgate», que logra un alcance internacional y optan por grabar el videoclip en Nueva York.

### La "era Domínguez" (2009-2014)

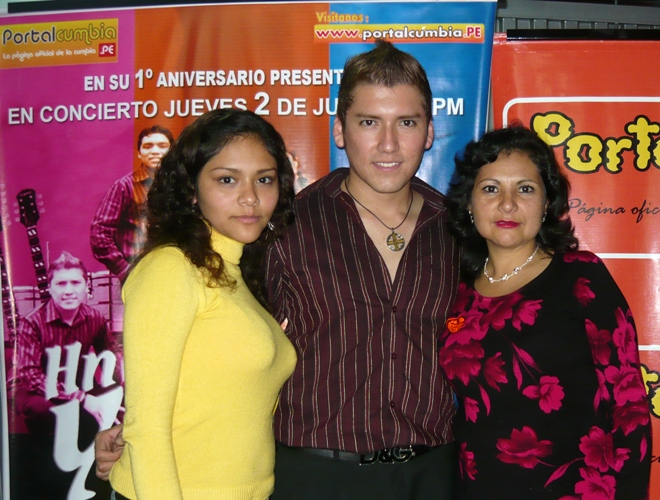
Angelo Fukuy con unas fanes en el año 2009.

A inicios de febrero de 2009 Christian Domínguez renuncia a su grupo y regresa a la orquesta, y a finales de ese mes, Rubén Vera abandona la agrupación. En marzo, Gedy se retira de la orquesta. En abril ingresan dos nuevos integrantes: Bayron Gutiérrez (exmiembro de Skándalo) y Jonathan Rojas, con quien se graba el tema «Corazón Partío» de Alejandro Sanz. En julio, se lanza el videoclip de «Lárgate», que se había reeditado por la inclusión de Christian y la salida de Gedy, cabe recalcar que «Lárgate» se convierte en 'la canción del año'. En agosto Moisés abandona la orquesta; Semanas después, saldría Bayron. El 9 de noviembre se da un junto histórico entre Hermanos Yaipén, Grupo 5 y Orquesta Candela, por primera vez, en homenaje a la memoria de Elmer Yaipén. En diciembre se da el retorno de Moisés.
En abril de 2009 realizan su primera gira internacional en Estados Unidos.
En el 2010, Christian grabaría su primer tema «Una rosa lo sabe», lo cual dejaría muy satisfecho a Walter Yaipén otorgándole un liderazgo entre los vocalistas de la orquesta, y junto a Jonathan siguieron grabando temas como el promocionado «Necesito un amor», lo que generaría malestar en Angelo, quien dejaría la orquesta en septiembre de ese año sintiéndose relegado de la agrupación. En octubre, Moisés termina su contrato con la orquesta y en su lugar regresa Gedy. En noviembre ingresa José Antonio Orejuela (exmiembro de Caribeños). Con esta nueva delantera, se graba el nuevo disco de la orquesta «Necesito un amor». En ese año participó junto al Grupo 5 en la Gran Semana de Lima.
En enero de 2011, se promociona un tema del reciente disco, «Bim bum bam», con las voces de Christian, Jonathan y José Antonio. En marzo se promociona «Aquí sin tu amor» con la voz de Christian. A mediados de este año, con la salida de Gedy, ingresa a la orquesta Dennys Alvarado (exmiembro de Orquesta Candela). En septiembre de este año anunciaron su debut actoral en la serie de televisión La bodeguita.
En febrero del 2012 se graba el videoclip de «Necesito un amor». En marzo se promociona «Ya no te aguanto» interpretada por Jonathan. En junio regresa Angelo por una noche, en el duodécimo aniversario de la orquesta. En agosto, Jesús Cumpa, animador de la orquesta, abandona la agrupación luego de 8 años ininterrumpidos. Mientras tanto, Christian incursiona en la actuación, protagonizando Mi amor, el wachimán, a lo que se le encarga a Walter Yaipén a componer una canción en balada, de aquí nace «Mi estrella», interpretado por Christian junto a María Grazia Gamarra. En diciembre, Angelo regresa oficialmente a la orquesta.
En marzo del 2013 se lanza el videoclip de «Aquí sin tu amor», sin Angelo debido a que en las grabaciones, él aún estaba fuera de la orquesta. En abril se lanza el videoclip de la canción «Mi estrella» en versión cumbia. En mayo se promociona una canción en salsa «Rompe» en la voz de Jonatan, con un video promocional. En julio se promociona «Fuera», con la voz de Angelo, también con video promocional. Meses después se graban más videos promocionales, con los temas «Vuélveme a querer» y «Si quieres volver». Debido a la segunda temporada de la serie en la cual Christian era protagonista, Walter Yaipén compone una nueva canción en balada «Yo te haré recordar», la cual es muy pedida en las emisoras románticas del Perú. En septiembre, se lanza el video de esta canción, como promoción a la nueva temporada de la serie. En octubre sufren dos bajas, Jonathan abandona la orquesta luego de 4 años y José Antonio hace lo propio. En noviembre ingresan en su reemplazo Jhon Espinoza (exmiembro de Grupo América) y Giancarlo Silva.
En enero de 2014, Moisés regresa a la orquesta y se promociona el cover en salsa de «Lo pasado pasado», en las voces de Christian y Dennys. En abril ingresa a la orquesta Oliver Moreno (ex cantante soporte de Los del Barrio). En mayo, Carlos "Chispita" Aranda abandona la orquesta después de 8 años, denunciando malos tratos de los dueños de la agrupación; e ingresa en su reemplazo Dimas Isla (exmiembro de Hermanos Silva). En julio regresa Erick Elera, grabando su primer tema con la orquesta, «Mi niña bonita». En septiembre Christian abandona definitivamente la orquesta. A inicios de octubre, Christian contrata a Angelo y Dimas, formando una nueva orquesta junto a Jonathan; en su reemplazo ingresarían Cristian Silva y Miguel Ángel Acosta (ex animador de Los del Barrio), y regresaría Gedy. A mediados del mes, se presentaría «Cuando pienses en volver», con la voz de Erick, cover en homenaje a Pedro Suárez-Vértiz, que se grabaría al ser la única orquesta de cumbia invitada al concierto en homenaje al cantautor peruano el 18 de octubre. A inicios de noviembre ingresaría el cantante venezolano Juan Carlos García (exmiembro de Adolescent's Orquesta), pero solo duraría días, ya que no tenía un contrato firmado; a finales de noviembre se grabaría el tema «Mejor» con la voz de Dennys y en colaboración con el cantante mexicano Kalimba.

### Nueva etapa (2015-actualidad)
En febrero del 2015 Erick decide dejar la orquesta para retomar su etapa como solista, e ingresa en su reemplazo Álvaro Rodríguez; a finales de febrero promocionan el cover de «Una cerveza» (tema de Ráfaga) con la voz de Gedy. En marzo, Walter Yaipén es arrestado por una presunta estafa, pero es liberado inmediatamente. En junio Dennys sale de la orquesta y en su reemplazo ingresa Mathías Colmenares (exmiembro de Grupo 5 y Orquesta Candela). En septiembre ingresa un nuevo animador, Alexander Geks. En octubre regresa Leonard León (exmiembro de Grupo 5), quien ya había estado en la orquesta en el 2001 de una forma fugaz; inmediatamente se regraba «Dile que piensas en mí» (originalmente grabada por Dennys) en la voz de Leonard y es promocionado en todas las radios. En noviembre, Mathías deja la orquesta por problemas económicos e ingresa en su reemplazo Johnny Lau. En diciembre ingresa Giuseppe Horna; y se graba una nueva versión de «La negrita», clásico tema de Elmer Yaipén; con la voz de Leonard.
En enero de 2016, Alexander abandona la orquesta. En febrero, Moisés deja la orquesta e inesperadamente Mathías regresa. A inicios de julio, Leonard abandona la orquesta, en su reemplazo regresa Moisés; a mediados de este mes promocionan el videoclip del tema «Hazme olvidarla», cover de Álvaro Torres, con la voz de Mathías.
En el mismo año, la orquesta graba el "Mix Juan Gabriel", en homenaje al cantautor mexicano, fallecido en agosto, lo que generaría gran aceptación por el público.
Asimismo, promocionaron también el tema "El baile del tiki taka".
En 2020 la orquesta anunció que Karen Yaipén, quien es hija de Walter Yaipén, es la administradora del grupo.

## Miembros

### Actuales
- Walter Yaipén (director musical)
- Javier Yaipén (director musical)
- Gedy Moya (cantante)
- Donnie Yaipén (cantante y piano)
- Jonatan Rojas (cantante)
- Jefferson Gavancho (cantante)
- Giuseppe Horna (cantante)
- Carlos Elera (batería)
- Yviin Roldán (tumbas)
- Fernando Chipana (timbales)
- Jery Yaipén (saxo y bongó)
- Carlos Zelada (bajo electrónico)
- Ricky Herrera (trompeta)
- Danny Bances (trompeta)
- Salvador Colunche (trombón)
- Jesús Namuche (trombón)

## Integrante y exintegrantes
Vocalistas importantes han pasado por la Orquesta Internacional Hermanos Yaipén, destacándose por interpretar los siguientes temas:
- Hans "Chino" Delgado: «Perdóname»
- Walter Yaipén Uypán: «Resignación», «Testigo de amor», «Parranda andina», «Yo me opongo» (intro), «El chupa chichi», «Yo creo en ti»
- Javier Yaipén Uypán: «Recordándote»
- Leonard Alfredo León Tello: «No te vayas de mí», «Dile que piensas en mí» (versión 2015), «La negrita»
- Luis Eladio "Lucho" Paz Díaz: «Yo me opongo», «Homenaje a Elmer Yaipén», «Otra noche sin ti», «Que levanten la mano», «Un sueño»
- Donnie Jordan Yaipén Quesquén: «Juliadora», «Condéname», «Mix Las mujeres», «Donde hubo fuego», «Qué será de ti», «Agua helada», «Y lloraré», «Voy a olvidarme de mí», «Mi promesa», «Despacito» (versión cumbia)
- Carlos Alberto “Chispita” Aranda Ubillús: «Ojalá», «No te metas con mi cucu» (en vivo), «Llegó Navidad», «Con los Hermanos Yaipén»
- Rubén Vera Sánchez: «Despídete ya»
- Marco Antonio Guerrero Carrasco: «Recuerdos de amor», «Déjenme si estoy llorando», «Tendría que llorar por ti», «Niña prohibida», «Tú lloras por él», «Mentiras», «A llorar a otra parte»
- Miguel Ángel “Angelo” Fukuy Benítez: «Ojalá que te mueras», «Humíllate», «Esta cobardía», «Me voy», «Cómo le hago», «Lárgate», «Sufrirás», «Ave de cristal», «Llegó Navidad», «Heredero por tradición», «No voy a llorar», «Tirana», «Te boté», «Fuera», «Si quieres volver»
- Christian Domínguez Alvarado: «Tendría que llorar por ti» (versión 2008), «Una rosa lo sabe», «Llegó Navidad», «Aquí sin tu amor», «La trampa», «Bim bum bam», «El mujeriego», «Mi estrella», «Yo te haré recordar», «Tú eres mi fan», «Para siempre», «Lo pasado, pasado»
- Edwin Erick Elera Salinas: «Mi niña bonita», «Cuando pienses en volver», «Comenzó el verano»
- Gedeon Josué "Gedy" Moya García: «Invisible», «No voy a llorar» (versión 2010), «Comenzó el verano», «Una cerveza»
- Edwin Jonatan Rojas Vélez: «Corazón partío», «Llegó Navidad», «Necesito un amor», «Tirana» (versión 2010), «Querida», «La media vuelta», «Bim bum bam», «Ya no te aguanto», «Rompe», «Golpe a golpe»
- José Antonio Orejuela Galán: «Te boté» (versión 2010), «Bim bum bam», «Llegó Navidad» (versión 2011), «Arrástrate», «Recoge tus trapos», «Lástima»
- Dennys Raúl Alvarado Rondán: «Dile que piensas en mí», «Lo pasado, pasado», «Vuélveme a querer», «Comenzó el verano», «Mejor»
- Pedro Ricardo “Mathías” Alarcón Colmenares: «Ese hombre», «Hazme olvidarla», «El baile del tiki taka», «Mejor» (versión 2016), «Dile que piensas en mí» (versión 2016), «Alguien como tú», «Se vende un corazón»
- Giuseppe Horna: «Mix Juan Gabriel», «El baile del tiki taka», «Mi niña bonita» (versión 2016)
- Jefferson Gavancho: «El baile del tiki taka»
- David del Águila: «Lluvia deja de caer», «Despacito»
- Christian Moreno: «Despacito»

-- Músicos --
Considerados los mejores vientos y músicos del Perú (2008 - 2014)
- Javier Yaipén (Teclado)
- Hugo Barrantes (Primera trompeta)
- Danny Bances (Segunda trompeta), este se mantiene hasta la actualidad.
- Ernesto Espinoza (Primer trombón)
- Nilton Medina(Segundo trombón)
- Yviin Roldán (Tumbas)
- Felipe Queta (Tumbas)
- Fernando Chipana(timbales)
- Javier Niquén (batería)
- Efrén Rojas (Bajista)
- Max Arévalo (Bajista 2007 - 2012)

## Discografía
| Álbumes de estudio - 2001: La historia continúa - 2007: Que levante la mano - 2009: A llorar a otra parte - 2010: Necesito un amor - 2013: Mi estrella - 2016: Alguien como tú - 2018: Quiero volverte a ver - 2019: Pecado Álbumes recopilatorios - 2011: 11 años de éxitos - 2012: 12 años de éxitos Álbumes en vivo - 2015: Hnos Yaipén en vivo - 2019: Concierto |

## Vídeos musicales
| Año  | Título                                                          | Tipo              |
| ---- | --------------------------------------------------------------- | ----------------- |
| 2007 | «Tú lloras por él»                                              | Videoclip oficial |
| 2008 | «Que levante la mano»                                           | Video promocional |
| 2008 | «A llorar a otra parte»                                         | Video promocional |
| 2008 | «Ojalá que te mueras»                                           | Video promocional |
| 2008 | «Me voy»                                                        | Video promocional |
| 2008 | «A llorar a otra parte»                                         | Videoclip oficial |
| 2009 | «Lárgate»                                                       | Video promocional |
| 2009 | «Lárgate»                                                       | Videoclip oficial |
| 2010 | «Necesito un amor»                                              | Video promocional |
| 2011 | «La media vuelta»                                               | Video promocional |
| 2011 | «Una rosa lo sabe»                                              | Video promocional |
| 2011 | «Bim bum bam»                                                   | Video promocional |
| 2011 | «Tirana»                                                        | Video promocional |
| 2011 | «Aquí sin tu amor»                                              | Video promocional |
| 2011 | «Te boté»                                                       | Video promocional |
| 2012 | «Necesito un amor»                                              | Videoclip oficial |
| 2013 | «Aquí sin tu amor»                                              | Videoclip oficial |
| 2013 | «Mi estrella»                                                   | Videoclip oficial |
| 2013 | «Fuera»                                                         | Video promocional |
| 2013 | «Rompe»                                                         | Video promocional |
| 2013 | «Necesito un amor» (versión salsa)                              | Video promocional |
| 2013 | «Tú eres mi fan»                                                | Video promocional |
| 2013 | «Si quieres volver»                                             | Video promocional |
| 2013 | «Arrástrate»                                                    | Video promocional |
| 2013 | «Rompe» (versión salsa)                                         | Video promocional |
| 2013 | «Yo te haré recordar»                                           | Videoclip oficial |
| 2014 | «Llegó el verano»                                               | Video de estudio  |
| 2015 | «Mejor»                                                         | Video de estudio  |
| 2016 | «Hazme olvidarla»                                               | Videoclip oficial |
| 2016 | «Mix Juan Gabriel» (vídeo musical peruano más visto en YouTube) | Videoclip oficial |

## Premios y nominaciones

### En el Perú
| Año  | Trabajo nominado | Premio              | Categoría              | Resultado |
| ---- | ---------------- | ------------------- | ---------------------- | --------- |
| 2010 | Orquesta         | Premios APDAYC 2009 | Grupo Tropical del año | Ganador   |
| 2010 | Orquesta         | Premios APDAYC 2009 | Artista del año        | Ganador   |
| 2011 | Orquesta         | Premios APDAYC 2010 | Grupo Tropical del año | Ganador   |
| 2011 | Javier Yaipén    | Premios APDAYC 2010 | Autor del año          | Nominado  |

## Reconocimientos e imagen
- En diciembre de 2013, la orquesta fue reconocida con un disco triple de platino por superar las 30 mil unidades vendidas en Perú.[24]